# Eddy Ratti
Pour les articles homonymes, voir Ratti.
Eddy Ratti (né le 4 avril 1977 à Codogno, dans la province de Lodi en Lombardie) est un coureur cycliste italien, professionnel entre 2000 et 2012.

## Biographie
Eddy Ratti commence sa carrière professionnelle en 2000 dans l'équipe Mapei-Quick Step. Il remporte ses premières victoires en août 2002 au Regio-Tour, dont il gagne le contre-la-montre, et aux Trois vallées varésines. En septembre, il s'engage pour 2003 avec la Lampre. Durant ce mois, il est retiré par son équipe du Tour d'Espagne pour des raisons de santé.
Fin 2003, Eddy Ratti quitte la Lampre pour rejoindre l'équipe belge de deuxième division Flanders. Il n'y reste également qu'une saison. Il renoue avec le succès en 2004 en remportant le Tour de Hokkaido avec la formation Nippo.
De retour en Italie avec l'équipe Naturino-Sapore di Mare, il effectue un très bon mois d'avril 2006 avec une victoire d'étape sur la Semaine cycliste lombarde et des podiums sur le Circuit de Lorraine, le Tour du Trentin et le Tour des Apennins.
En 2007, il connaît une saison difficile, son équipe Aurum Hotels étant suspendue de compétition pour défaut de paiement.
Rejoignant l'équipe Nippo-Endeka en 2008, il remporte l'Istrian Spring Trophy et le Grand Prix de l'industrie et de l'artisanat de Larciano.
Le 21 janvier 2010, il est contrôlé positif à une EPO recombinante à l'occasion d'un contrôle inopiné de l'UCI. Il est suspendu deux ans, jusqu'en février 2012..
Eddy Ratti est membre des « Athlètes du Christ », comme les footballeurs Kaká et Juninho.

## Palmarès
| - 1998 - Circuito Pievese - 1999 - Freccia dei Vini - Trofeo Egidio Bedogni - Coppa Colli Briantei Internazionale - 2e du Grand Prix Industrie del Marmo - 2e de Firenze-San Patrignano - 2000 - 3e du Giro d'Oro - 3e de l'Omloop van de Westkust - 2002 - 2eb étape du Regio-Tour - Trois vallées varésines - 2003 - 3e du Tour de Romagne - 2004 - 2e du Giro d'Oro - 3e du Gran Premio Città di Rio Saliceto e Correggio | - 2005 - Tour de Hokkaido : - Classement général - 1re et 4e étapes - 2006 - 5e étape de la Semaine cycliste lombarde - 2e du Circuit de Lorraine - 3e du Tour du Trentin - 3e du Tour des Apennins - 2008 - Istrian Spring Trophy : - Classement général - 2e étape - Grand Prix de l'industrie et de l'artisanat de Larciano - 2e étape du Brixia Tour - 2e du Tour des Apennins - 3e du Brixia Tour |  |

## Résultats sur les grands tours

### Tour d'Espagne
1 participation
- 2001 : 110e

## Classements mondiaux
| Année           | 2005 | 2006 | 2007 | 2008 | 2009  |
| --------------- | ---- | ---- | ---- | ---- | ----- |
| UCI Africa Tour | 18e  |      |      |      |       |
| UCI Europe Tour | 401e | 41e  |      | 9e   | 1254e |